# Giacomo Trecourt
Giacomo Trecourt (Bergame, 1812 - Pavie, 1882) est un peintre italien actif au XIXe siècle.

## Biographie
Giacomo Trecourt, issu d'une famille modeste a été obligé de travailler très jeune, néanmoins  entre 1828 et 1829 il s'est formé à de l'Academie Carrara de Bergame auprès de Giuseppe Diotti, adepte du néo classicisme lombard et devient ami avec Giovanni Carnovali avec lequel en 1845 il se rend à pied à Paris afin d'étudier les œuvres de Eugène Delacroix.

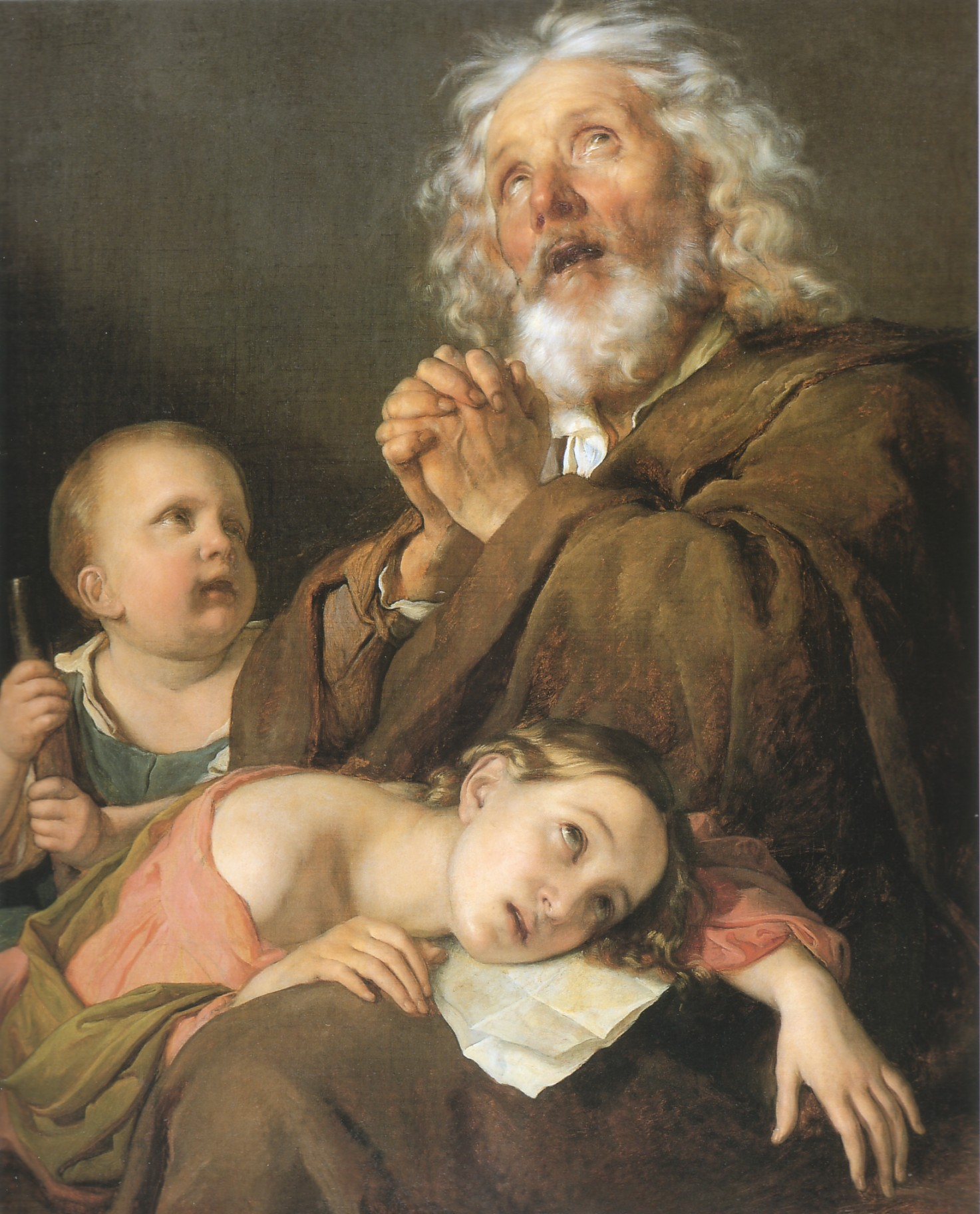
Nouvelle d'un désastre

Giacomo Trecourt se distingue à l'occasion de nombreuses expositions : en 1861, il participe à l'exposition nationale à Florence.

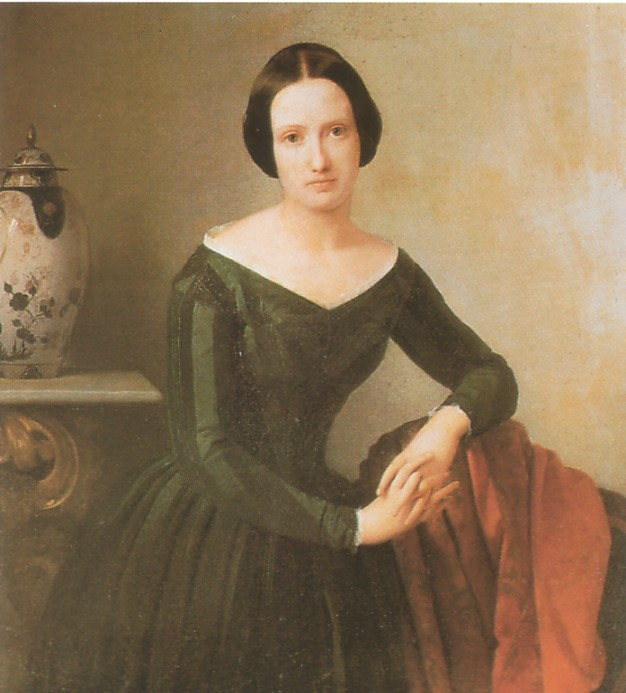
Bice Presti Tasca

Influencé par le néoclassicisme de son maître il a peint des sujets et scènes populaires faisant appel à l'émotion du spectateur comme Notizia di una sciagura (Nouvelle d'un désastre) (1840) ainsi que des scènes sacrées.
Il a peint aussi des portraits comme Ritratto di Bice Presti Tasca (1845).
En 1842 il devient directeur de la Civica scuola di pittura de Pavie, où il demeure jusqu'à sa mort survenue en 1882.
Son frère Luigi Trecourt (Bergame 1808 - 1880) était aussi un peintre de sujets historiques et de genre.

## Œuvres
- Ritratto di famiglia (vers 1840) huile sur toile 181 × 143 cm,
- San Giovanni Battista, huile sur toile, tondo diamètre 33 cm,
- Ritratto di Bice Presti Tasca (1845),
- Notizia di una sciagura (Nouvelle d'un désastre) (1840).
- Ritratto di signora, huile sur toile 89,5 × 75 cm,
- Ritratto di giovinetta (1855) 51 × 36 cm, Musée Civique de Pavie
- Ritratto di Beatrice Lovati (vers 1843), huile sur toile, 55 × 63,5 cm